# Martin Annen
Martin Annen (Zug, 12 februari 1974) is een Zwitserse bobsleeër. Hij nam tweemaal deel aan de Olympische Spelen en won hierbij in totaal drie medailles.

## Biografie
Na een korte, maar succesvolle loopbaan als worstelaar (21 overwinningen) en turner (onder andere deelname aan de Nationale kampioenschappen) maakte hij in 1993 de overstap naar het bobsleeën.
Hij begon als remmer van het team dat onder leiding stond van piloot Marcel Rohner en in het seizoen 1996-1997 kwam hij uit in het team van Dominik Scherrer. Daarna besloot hij om zelf piloot van een bobslee te worden en volgde hij de Bobschool in St. Moritz en leerde een bob te besturen. Hij ging uiteindelijk aan de slag in zowel een 2-mansbob als een 4-mansbob en creëerde daarin zijn eigen team.
Annen bleek een natuurtalent en won in 2001 al het wereldbekerklassement in de 2-mansbob. Het daaropvolgende seizoen won hij het klassement in de wereldbeker in beide bobs en tegelijkertijd ook het combinatieklassement dat een ranglijst opmaakt van alle prestaties in wereldbekerwedstrijden tijdens de races in beide disciplines. Op de Olympische Winterspelen 2002 was hij dan ook een van de favorieten voor het eremetaal en eigenlijk voor het goud. Het goud zat er echter niet in en moest hij aan de Duitsers laten op beide onderdelen. In de 4-mansbob viel hij zelfs geheel buiten de prijzen, maar in de 2-mansbob wist hij toch nog, samen met Beat Hefti de bronzen medaille mee naar huis te nemen. 
Na de Spelen in Salt Lake City verliep het allemaal even wat minder en deden zijn teams een flinke stap terug. In 2005 was hij echter terug op niveau en wist hij opnieuw de wereldbeker in de 2-mansbob te winnen. Daarbij werd hij in de 4-mansbob in de aanloop naar de Olympische Winterspelen 2006 Europees kampioen. De Winterspelen in Turijn leverden hem en zijn team in beide disciplines de bronzen medaille op. In de 2-mansbob opnieuw met Hefti, in de 4-mansbob opnieuw met Hefti en aangevuld met Cédric Grand en Thomas Lamparter.
| Logo van de Olympische Spelen | Goud | Zilver | Brons | Logo van de Olympische Spelen |
|                               | 0    | 0      | 3     |                               |